# 中國首控
中國首控集團有限公司，簡稱中國首控集團，以及中國首控（英語：China First Capital Group Limited，港交所：1269），於1961年，當時南陽市政府成立前身為「淅川汽車減振器廠」（在2005年更名為「南陽金冠汽車減振器有限公司」，以及「南陽淅減汽車減振器有限公司」），前身為「中國車輛零部件科技控股有限公司」。
主席為Wilson SEA（別名席春迎），也是主要現時股東，首席執行官為趙志軍。總部位於河南省南陽市業務在中國內地經營市場、設計及製造減振器。
股份在2011年11月23日於港交所主板上市。招股價為1.8港元，全球發售為8000萬股，集資額為1.44億港元。
2015年4月16日，中國車輛零部件，透過附屬公司首控國際控股有限公司計劃以580萬元人民幣，收購位於深圳市深圳冠橋移民諮詢有限公司，以及深圳君拓移民諮詢服務有限公司分別持有65%和51%股權。
2015年4月18日，中國車輛零部件，透過附屬公司首控海外有限公司計劃收購10家在全球從事國際匯款、外匯及支付結算業務以及提供多項社交金融服務產品企業。
2015年4月24日，中國車輛零部件計劃收購從事光熱、光伏及風電項目開發及營運業務的，深圳中科藍天投資有限公司。

## 連結
- China-cvct.com
- cfcg.com.hk（页面存档备份，存于）